# إدوارد بورن جونز
كان السير إدوارد كولي بيرن جونز، البارونيت الأول، آرا، (28 أغسطس 1833 -17 يونيو 1898) رسامًا ومصممًا بريطانيًا وكان أحد أعضاء أخوية «بري رافالايت» التي ضمت كل من دانتي غابرييل روزيتي وجون ميليس وفوردمادوكس براون وهولمان هانت. عمل بيرن جونز مع ويليام موريس كشريك مؤسس في شركة موريس، مارشال، وفولكنر كومباني في تصميم الفنون التزيينية.
تظهر لوحات بيرن جونز الأولى تأثير دانتي غابرييل روزيتي الكبير عليه، لكنه طور من أسلوبه مع حلول عام 1870، وعرض ثماني لوحات زيتية له في معرض جروسفينور وذلك في عام 1877 (كمنافس جديد للأكاديمية الملكية). من بين تلك الأعمال لوحة «خداع مرلين». كان التوقيت ملائمًا واعتبر بيرن جونز مبشرًا ونجمًا في الحركة الجمالية الجديدة.
عمل بيرن جونز كمصمم في استديو موريس وشركائه لمجموعة واسعة من الحرف الفنية، كالبلاط الخزفي والمجوهرات والمنسوجات والفسيفساء. كان من أهم تصاميمه وأكثرها استمرارية زجاج النوافذ الملون، الذي اعتبر إعادة إحياء لهذه الحرفة خلال القرن التاسع عشر. ماتزال الكثير من تصاميمه موجودة في كنائس عدة في أنحاء المملكة المتحدة وكذلك في كل من الولايات المتحدة الأمريكية وأستراليا.

## النشأة
ولد إدوارد كولي بيرن جونز في برمنغهام، كان والده من ويلز ويدعى إدوارد ريتشارد جونز. عمل كصانع إطارات لوحات في بينيتس هيل، حيث ماتزال هناك لوحة زرقاء تذكارية باسمه تخليدًا لطفولة الرسام. توفيت والدته إليزابيث جونز في غضون ستة أيام من ولادته، فتولى والده تربيته بمساعدة مدبرة المنزل آن سمبسون، وهي فتاة محلية غير مثقفة وجدية لكنها مفعمة بالحب والعاطفة. التحق بثانوية الملك إدوارد السادس عام 1844، وكذلك مدرسة برمنغهام للفنون منذ عام 1848 وحتى عام 1852، قبل دراسته لعلم اللاهوت في كلية اكستر أوكسفورد. أصبح خلال دراسته في جامعة أوكسفورد صديقًا لويليام موريس بسبب اهتمامهما المشترك بالشعر. أسس الطالبان الجامعيان في كلية اكستر مع مجموعة أخرى من أصدقاء جونز من بلدة برمنغهام، مجتمعًا صغيرًا عرف باسم "الأخوية". قرأ أعضاء الأخوية أعمال جون روسكن وتنيسون، وزاروا الكنائس وأعجبوا بشدة بكل ما يتعلق بالقرون الوسطى. اكتشف بيرن جونز في هذه الأثناء عملًا لتوماس مالوري بعنوان "لو مورت دي آرثر"، وكان لهذا العمل تأثير كبير في حياته. لم يعرف بيرن جونز ولا موريس، دانتي غابرييل روزيتي معرفة شخصية في ذلك الوقت، لكنهما تأثرا بأعماله بشكل كبير، فظهر ذلك من خلال توظيفهما لكثير من آرائه في مجلتهما أوكسفورد آند كامبريدج ماغازين التي أسسها موريس في عام 1865 للترويج لأفكارهما.

كانت نية بيرن جونز أن يصبح كاهنًا للكنيسة، لكنه قرر مع موريس، يدفعهما تأثرهما الكبير بروزيتي أن يصبحا فنانين. فترك بيرن جونز الجامعة قبل الحصول على الشهادة ليلاحق حلمه في الفن. كتب روزيتي إلى ويليام بيل سكوت في شباط عام 1857:
«جاء مؤخرًا شابان إلى البلدة، وهما مؤسسان لمجلة أوكسفورد آند كامبريدج ماغازين. أصبحا الآن صديقين مقربين لي. اسميهما موريس وجونز. اختارا طريق الفن عوضًا عن أي طريق آخر كان بإمكان الجامعة أن تقودهما إليه عمومًا، وكلا الرجلين ذكي بالفعل. تمتلك تصاميم جونز من الروعة في الإنهاء والتفاصيل، ما لا مثيل له سوى ربما أفضل أعمال آلبرت دورر».

## الزواج والعائلة
ارتبط بيرن جونز عام 1856 بجورجيانا «جورجي» مكدونالد (1840-1920)، وهي إحدى أخوات مكدونالد. دربت لتصبح رسامة وكانت شقيقة صديقه القديم في الدراسة. تزوج الاثنان في عام 1860، بدأت جورجيانا بعد زواجها عملها الخاص في نقش الخشب وأصبحت صديقة مقربة لجورج إليوت. (تزوجت إحدى أخوات مكدونالد من الفنان السير إدوارد بوينتر، بينما تزوجت أخرى من الحداد ألفريد بالدوين فأنجبت طفلًا أصبح فيما بعد رئيسًا للوزراء هو ستانلي بالدوين، تزوجت أخت ثالثة لهما أيضًا من عائلة كيبلينغ وأصبحت والدة الصحافي روديارد كيبلينغ. فكان كل من كيبلينغ وبالدوين أبناء عدلاء لبيرن جونز).
أنجبت جورجيانا ابنها فيليب في عام 1861. أصيبت في شتاء عام 1864 بالحمى القرمزية إصابة شديدة، وأنجبت كذلك مولودًا ثانيًا لكنه توفي بعد ذلك بمدة قصيرة. انتقلت العائلة إلى جادة كنسينغتون 41، وولدت هناك ابنتهما مارغريت عام 1866.
استقر بيرن جونز وعائلته في عام 1867 في جرانج، في منزل من طراز القرن الثامن عشر، يقع في حديقة نورث إند، فولهام لندن. لم يقم بيرن جونز أية معارض خلال سبعينيات القرن التاسع عشر، وواجه عددًا من الهجمات العنيفة والعدائية ضده في الصحافة، عاش كذلك علاقة غرامية (وصفت بأنها «ذروة حياته العاطفية») مع عارضته اليونانية ماريا زامباكو، التي حاولت إنهاء حياتها بإلقاء نفسها في قناة ريجنت.  